# Нарния (страна)
Нарния е измислена страна от поредицата книги „Хрониките на Нарния“ на Клайв Стейпълс Луис. Нарния е обитавана от митични същества и говорещи животни. На юг от нея се намират империята Калормен и планинската държава Арченланд. На запад се намира Телмар, на север се намират земи обитавани от гиганти, а на изток е Източния океан.